# Psalis tacta
Psalis tacta är en fjärilsart som beskrevs av Walker 1865. Psalis tacta ingår i släktet Psalis och familjen tofsspinnare. Inga underarter finns listade i Catalogue of Life.